# Слава (фильм, 1989)
«Слава» (англ. Glory) — военная драма, снятая режиссёром Эдвардом Цвиком в 1989 году. Лента основана на книгах «Lay This Laurel» Линкольна Кирстайна и «One Gallant Rush» Питера Бёрчарда, а также на письмах Роберта Гулда Шоу. Фильм получил три премии «Оскар» и ряд других наград. В российском прокате иногда название переводится как «Доблесть».

## Сюжет
В фильме рассказывается реальная история 54-го Массачусетского добровольческого полка армии США, имевшая место в ходе Гражданской войны в США. 54-й полк был первым подразделением армии США, полностью состоявшим из негров (за исключением офицеров). Полк был образован в 1863 году и возглавлен молодым полковником Робертом Гулдом Шоу, убеждённым, что бывшие рабы также могут быть отличными солдатами.

## В ролях
- Мэттью Бродерик — полковник Роберт Гулд Шоу
- Морган Фриман — старший сержант Джон Ролинз
- Дензел Вашингтон — рядовой Трип
- Кэри Элвес — майор Кэбот Форбс
- Джими Кеннеди — рядовой Джупитер Шартс
- Андре Брауэр — капрал Томас Сирлз
- Джон Финн — старший сержант Малкэхи
- Боб Гантон — генерал Харкер
- Клифф Де Янг — полковник Джеймс Монтгомери

## Награды и номинации
- 1989 — в десятке лучших фильмов года по версии Национального совета кинокритиков США.
- 1990 — три премии «Оскар»: лучшая мужская роль второго плана (Дензел Вашингтон), лучшая операторская работа (Фредди Фрэнсис), лучший звук (Дональд О. Митчелл, Грегг Рудлофф, Эллиот Тайсон, Расселл Уильямс II). Кроме того, фильм был номинирован в категориях «лучший монтаж» (Стивен Розенблюм) и «лучшая работа художника-постановщика / художника по декорациям» (Норман Гарвуд, Гаррет Льюис).
- 1990 — премия «Золотой глобус» за лучшую мужскую роль второго плана (Дензел Вашингтон), а также 4 номинации: лучший фильм — драма, лучшая режиссура (Эдвард Цвик), лучший сценарий (Кевин Жарр), лучшая оригинальная музыка (Джеймс Хорнер).
- 1990 — номинация на премию Гильдии сценаристов США за лучший адаптированный сценарий (Кевин Жарр).
- 1991 — номинация на премию BAFTA за лучшую операторскую работу (Фредди Фрэнсис).
- 1991 — премия «Грэмми» за лучшую инструментальную композицию, написанную для кино или телевидения (Джеймс Хорнер).